# Alburnus tarichi
Alburnus tarichi, bekannt als Tarek, Perlbarbe, Vankarpfen oder Van-shah-kuli (türkisch: İnci kefalı/balığı; kurdisch: darex darach; armenisch: տառեխ taṙex), ist eine Art von Karpfenartigen und der einzige Fisch, von dem bekannt ist, dass er den Vansee in der Türkei bewohnt. Er ist im Van-Becken endemisch.
Der Tarek gilt als charakteristische Fischart des Vansees in der Türkei. Er ist an das salzhaltige und stark alkalische Wasser des Sees angepasst, das für andere Süß- und Salzwasserfische lebensfeindlich ist. Während der Fortpflanzungszeit im Mai und Juni wandern die Tiere flussaufwärts in die Zuflüsse des Sees, um dort abzulaichen.
Viele Anwohner stellen in dieser Zeit Reusen auf, um die flussaufwärtsziehenden Fische zu fangen. Die hohe Fangmenge in der Laichzeit, insbesondere von eihaltigen Weibchen, deckt häufig den Bedarf für den Rest des Jahres. In der Region um Erciş gelten die Fischeier als Delikatesse. Seit 1997 arbeiten die Yüzüncü Yıl Üniversitesi und der Naturschutzverein Doğa Gözcüleri Derneği an Strategien zum Schutz der Art.Sari, 2012
Obwohl der kommerzielle Fang während der Fortpflanzungszeit staatlich verboten ist, bleibt diese Praxis wirtschaftlich bedeutend. In den 1960er Jahren wurden jährlich rund 600 Tonnen gefangen, heute sind es über 15.000 Tonnen. Die Art wurde 1994 als stark gefährdet („endangered“) eingestuft, 2014 jedoch auf „potentiell bedroht“ („near threatened“) herabgestuft.